# Microrregión de São Jerônimo
La microrregión de São Jerônimo es una de las microrregiones del estado brasileño del Rio Grande do Sul perteneciente a la mesorregión Metropolitana de Porto Alegre. Su población fue estimada en 2005 por el IBGE en 140.396 habitantes y está dividida en nueve municipios. Posee un área total de 4.855,917 km².

## Municipios
- Arroio dos Ratos
- Barão do Triunfo
- Butiá
- Charqueadas
- General Câmara
- Minas do Leão
- São Jerônimo
- Triunfo
- Vale Verde

- Datos: Q2364810